# Micraenidea
Micraenidea es un género de insecto coleóptero de la familia Chrysomelidae.

## Especies
- Micraenidea coomani Laboissiere, 1933
- Micraenidea philippinensis Laboissiere, 1933
- Micraenidea pulchella (Laboissiere, 1933)